# Missionsschwestern von der unbefleckten Empfängnis Mariens
Die Missionsschwestern von der unbefleckten Empfängnis Mariens (englisch Missionary Sisters of Mary  Immaculata,  Ordenskürzel: MSMI) sind eine Ordensgemeinschaft in der Syro-malabarischen Kirche, die mit der römisch-katholischen Kirche uniert ist.

## Geschichte
Der Orden wurde am 8. September 1962 von Pfarrer C.J. Varkey in Kulathuvayal in Indien mit 21 Kandidatinnen unter der Bezeichnung Sisters of Mary Immaculate (Schwestern der unbefleckten Empfängnis Mariens) gegründet. Kulathuvayal liegt in der syro-malabarischen Erzeparchie Tellicherry  im Norden des indischen Bundesstaates Kerala. Der Gründer nannte angesichts der Armut von Familien und der Unterdrückung von Frauen als Ziel der Gemeinschaft: „Geht als Frauen zu den Frauen und helft!“ Am 18. Juli 1973 wurde die Gemeinschaft von Bischof Sebastian Valloppilly als Kongregation diözesanen Rechts im Bistum Tellicherry gegründet, wegen einer Namensdoppelung jetzt als Missionary Sisters of Mary  Immaculata, Missionsschwestern von der unbefleckten Empfängnis Mariens. Am 15. Oktober 1988 erhob Papst Johannes Paul II. den Orden zur Kongregation päpstlichen Rechts.

## Tätigkeit
Die Hauptaufgaben des Ordens liegen vor allem in der Sozialarbeit mit Familien, wie vom Gründer intendiert, in der Anti-Abtreibungs-Arbeit, der Kranken- und Altenpflege (besonders der Pflege von Leprakranken). Schwestern sind in Waisenhäusern, Schulen und Gefängnissen tätig, ferner in der Seelsorge, Glaubensverkündigung und Gemeindearbeit. In Indien unterhält der Orden einige Exerzitienhäuser (Retreat Centres).
Heute hat der Orden etwa 800 Schwestern, hauptsächlich in 144 Häusern in Indien, die in 25 Provinzen organisiert sind. Außerdem sind die Schwestern in den USA, in Italien und in Deutschland aktiv, wo die erste Niederlassung im Jahre 1972 errichtet wurde. In Deutschland sind zurzeit etwa 50 Schwestern schwerpunktmäßig in der Alten- und Krankenpflege und in der Hospizarbeit im Raum des Erzbistums Köln, in Aachen und Osnabrück tätig. Es besteht ferner eine Schwesternstation im schwäbischen Nendingen.